# Резистентність (біологія)
Резисте́нтність (від лат. resistentia — «опір», «протидія») — стійкість, опірність і несприйнятливість організму до будь-яких факторів зовнішнього впливу — інфекцій, отрут, забруднення, паразитів, і т. п.; зокрема, неспецифічною Р. називають засоби вродженого імунітету.

## Традиція вжитку
- Частіше стосується мікроорганізмів (виникнення механізмів несприйнятливості до антимікробних лікарських засобів, Р. до антибіотиків); або рослин (Р. до хвороб).
- Щодо людей і тварин частіше застосовують термін імунітет.[джерело?]

## Дитяча резистентність
Ступінь Р. у дітей визначають за кратністю гострих захворювань (ГРЗ), перенесених дитиною протягом року. У тому випадку, коли спостереження було коротшим ніж рік, оцінку резистентності проводять за індексом частоти гострих захворювань, що дорівнює відношенню кількості перенесених дитиною гострих захворювань до числа місяців спостереження.
Виділяють такі оцінки Р.[джерело?]
| ОР          | Кратність ГРЗ разів на рік | Індекс частоти ГРЗ (ІР) |
| Хороша      | +3                         | +.32                    |
| Знижена     | 4–5                        | .33–.49                 |
| Низька      | 6–7                        | .50–.66                 |
| Дуже низька | 8+                         | .67+                    |
| ----------- | -------------------------- | ----------------------- |

## Мікроорганізмова резистентність
Властивість мікроорганізмів набувати несприйнятливості (нечутливості) до лікарських препаратів, зокрема, до антибіотиків може досягатися створенням у бактеріях ферментів, які інактивують лікарський препарат, або зміною структури сполук, атакованих антибіотиком, так, щоб бактерія могла продовжувати життєдіяльність з новим варіантом речовини; одночасно, новий варіант не повинен підпадати під хімічну дію з боку антибіотиків.
Прикладом першого способу є синтез бактеріями ферментів бета-лактамаз, які розкладають антибіотики родини пеніцилінів та інші, подібні за будовою (див. Бета-лактамні антибіотики).
Іншим способом захищається від ліків золотистий стафілокок — найнебезпечніша (до серпня 2010) лікарняна інфекція: у такого стафілокока змінюється структура білка PBP2a, який повинен зв'язуватися антибіотиками пеніцилінового ряду, але білок зі зміненою структурою стає β-лактам-резистентним (стійким до впливу бета-лактамних антибіотиків).